# Кућа Глигорија Прауновића
После 1878. године у југоисточној Србији су се стекли услови за озбиљнију градитељску активност. Настаје напредак на пољу урбанизације и архитектонских остварења. Било је очигледно да је градитељство од романтичарског заноса променило смер до строгог академизма на бази ренесансе. Организација простора и спољни склоп грађевине засновани су били на унапред утврђеним моделима. Који су задовољавали строга правила пропорције, хармоније и естетике. Крајем 19 века 1895. године, настала је породична кућа Гаврила Прауновића, инжењера грађевине, који је био помоћник министра грађевине у Министарству грађевине у Београду. 
Објекат је масивна једноспретна грађевина, са правилном четвртастом основом. Спрат куће и подрумски део, издвојени су кордонским венцем од масивних каменитих парапетних плоча изнад којих је кордонски венац спрата. Главна фасада и остале фасадеукрашене су декоративном пластиком са неокласицистичким елементима. Мирно решење запажа се на спољној композицији саравномерно распоређеним прозорским отворима, са стране уоквирене плитко канелинеарним пилестрима који на себи носе забате, троугласте и лучне. Испод четвороводног крова је кордонски венац украшен пластиком. 
Главни мотив објекта је улазни трем. Плитко канелирани стубови носе балдахин са високом атиком на којој је утиснута година изградње и име власника. Трем је изведен у средњој основи објекта чиме је знатно обогаћена концепција фасадне површине дајући јој извесну дозу монументалности.
Истанчан укус исказан у распоредумаса и складности пропорција, чињенице су које кућу Гаврила Прауновића сврставају у репрезентативне примере стамбене изградње у Власотинцу са неокласичним и неоренесансним стилским одликама. На западној фасади изнад полулучног подрумског улаза налази се балкон са конзолама.
Објекат је ограђен масивним, високим каменим зидом разбијен на истоку улазном капијом од кованог гвожђа, и на западу колским улазом који води у двориште.